# Heinrich XI. (Henneberg-Schleusingen)
Graf Heinrich XI. (VIII.) von Henneberg-Schleusingen, auch genannt „der Unruhige“, „der Jüngere“ (1429) (* 17. März 1422; † 10. September 1475 in Kaltennordheim; ▭ im Würzburger Dom; ⚭  N.N.), war der jüngere Bruder des regierenden Grafen Wilhelm II. (III.) von Henneberg-Schleusingen (* 1415; † 1444). Seine von 1445 bis 1475 dauernde Regentschaft der Sonderherrschaft in Kaltennordheim war von zahlreichen Fehden und Konflikten mit den Nachbarherrschaften geprägt.

## Leben
Heinrich XI. hatte sich dem geistlichen Stande gewidmet und auf die Erbfolge in den väterlichen Landen der Linie Henneberg-Schleusingen verzichtet. Er war immatrikuliert an den Universitäten zu Erfurt (1433) und Köln (1436). Später war er Domherr zu Köln (1436), Domherr zu Würzburg (um 1437), Archidiakon zu Würzburg (1455) und Domherr zu Bamberg (1438–1448).
Der frühzeitige Unfalltod seines Bruders Wilhelm III. (II.) im Jahr 1444, welcher drei unmündige Söhne hinterließ, erweckte in Heinrich die Begierde nach weltlicher Herrschaft. Er legte 1445 sein Priesterkleid ab und trat öffentlich mit seinen Ansprüchen an die Grafschaft Henneberg gegen seine Neffen auf, welche er in bewaffneten Auseinandersetzungen geltend machte. Darüber entstanden große Unruhen im Lande und selbst benachbarte Fürsten mischten sich mit ein. Wahrscheinlich hatten bei dieser Gelegenheit Herzog Wilhelm III. von Weimar und Markgraf Albrecht III. von Brandenburg die Stadt Kaltennordheim mit dem Schloss Merlinsburg und das dazugehörige Amt Kaltennordheim in ihre Hände bekommen, denn sie verpfändeten 1448 die Besitzung mit allen Rechten, Renten, Zinsen usw. für 600 Gulden an Hermann von Schwarzenberg und von Saunsheim. Aber schon im nächsten Jahre musste das Schloss mit dem Orte an den Grafen Heinrich von Henneberg ausgeantwortet werden und die beiden Fürsten versprachen, dem Erben des Pfandinhabers, Georg von Schwarzenberg, jährlich 60 rhl. Gulden so lange als Zins zu geben, bis die Pfandsumme bezahlt sei.
Obwohl die Erbansprüche Graf Heinrichs durch rechtliche Entscheidung zurückgewiesen wurden, gestand man ihm doch die Nutznießung und den Besitz des Amtes Kaltennordheim bis zu seinem Tode zu, welcher 1475 erfolgte.